# Drino amicula
Drino amicula är en tvåvingeart som beskrevs av Louis-Paul Mesnil 1949. Drino amicula ingår i släktet Drino och familjen parasitflugor. Inga underarter finns listade i Catalogue of Life.